# Inštitut za politike prostora
Inštitut za politike prostora je slovenska nevladna organizacija, ki se ukvarja z raziskovanjem trajnostnega urejanja prostora.
Prizadeva si za cenovno dostopna stanovanja, razvoj stanovanjskega zadružništva, gibanju prijazna mesta in za to, da bi se ljudje po opravkih čim več gibali peš, zaradi česar sodeluje v mednarodnem projektu Jane's Walk. Leta 2018 je izvedel raziskavo s Fakulteto za družbene vede, s katero je prišel do zaključka, da gradnja stanovanj v Ljubljani zaostaja za rastjo prebivalstva. Nasprotuje gradnji poslovnih con in prodajaln na robu mest, ki sili ljudi k uporabi avtomobila.